# Julio Ituarte
Julio Ituarte Esteva (Ciudad de México, 15 de mayo de 1845 - 15 de septiembre de 1905) fue un compositor, pianista, director de orquesta y coros, nacido en México. Escribió zarzuelas, música religiosa, obras para voz, piano y coro, además de arreglos y transcripciones de obras de otros compositores. Las obras de Ituarte que alcanzaron mayor éxito fueron la zarzuela Sustos y gustos y el capricho de concierto Ecos de México. Compuso una ópera El último pensamiento de Weber estrenada el 22 de mayo de 1869.

## Biografía
Ituarte nació el 15 de mayo de 1845 en la Ciudad de México, fue el hijo de un tesorero de la aduana de Santo Domingo llamado Manuel Ituarte Fuentes (1804-1873) y Mariana Esteva González (1812-1879). Recibió una buena educación, aprendió latín y griego, así como música. Más tarde recibió clases privadas de solfeo y piano con José María Oviedo y Agustín Balderas.

### Formación musical
Estudió en la academia de piano de Tomás León, luego con el compositor Melesio Morales con quien perfeccionó la armonía y el contrapunto. Existen anécdotas sobre su virtuosismo como la de Alba Herrera y Ogazón: ”la precocidad de su talento artístico fue tanta, que era ya un concertista formal antes de cumplir los quince años”[cita requerida]. De 1860 a 1870 se desempeñó como pianista preparador con compañías de ópera italiana. En 1859 debutó como solista en el Gran Teatro Nacional con un recital de beneficencia. Perfeccionó su técnica de piano con Gonzalo Núñez, un pianista español que estuvo de gira en México.

### Carrera artística
Ituarte partió a La Habana cuando tenía veintiún años. En esta ciudad ofreció conciertos, con obras de Franz Liszt, Frédéric Chopin y Sigismund Thalberg. A su regreso, se convirtió en profesor de piano del Conservatorio de la Sociedad Filarmónica Mexicana, de 1868 a 1885, y más tarde, de 1897 a 1905. Además, de 1879 a 1880, fue director del coro de la Compañía de Ópera de Ángela Peralta.
Como arreglista, transcribió numerosas óperas al piano, de compositores como Arrieta, Bizet, Campana, Morales, Petrella y Verdi, las cuales se publicaron en H. Nagel Sucesores, y en A. Wagner y Levien, establecidas en la Ciudad de México.
Fue un compositor prolífico, escribiendo zarzuelas, como Sustos y gustos (1887) y Gato por liebre. Compuso diversas obras para piano, algunas con un estilo virtuosístico y de ingenio melódico. Su obra Ecos de México (1880), catalogada como un 'mosaico de aires nacionales' fue reconocida en Europa y aplaudida en los lugares donde se interpretó; dicha pieza se trata de una obra nacionalista que retoma melodías tradicionales mexicanas con una retórica romanticista.

### Discípulos
Destacó también como profesor, con discípulos como Ricardo Castro, Fernando Fierro y Vicente Lucio.

## Obra musical

### Ópera
El último pensamiento de Weber

### Zarzuela
Sustos y gustos
Gato por liebre

### Obras para piano
- Anémona
- Azucena, Hoja de álbum
- Balada
- Barcarola, Hoja de álbum
- Berta, Capricho-schottisch
- Boccaccio, Vals de salón

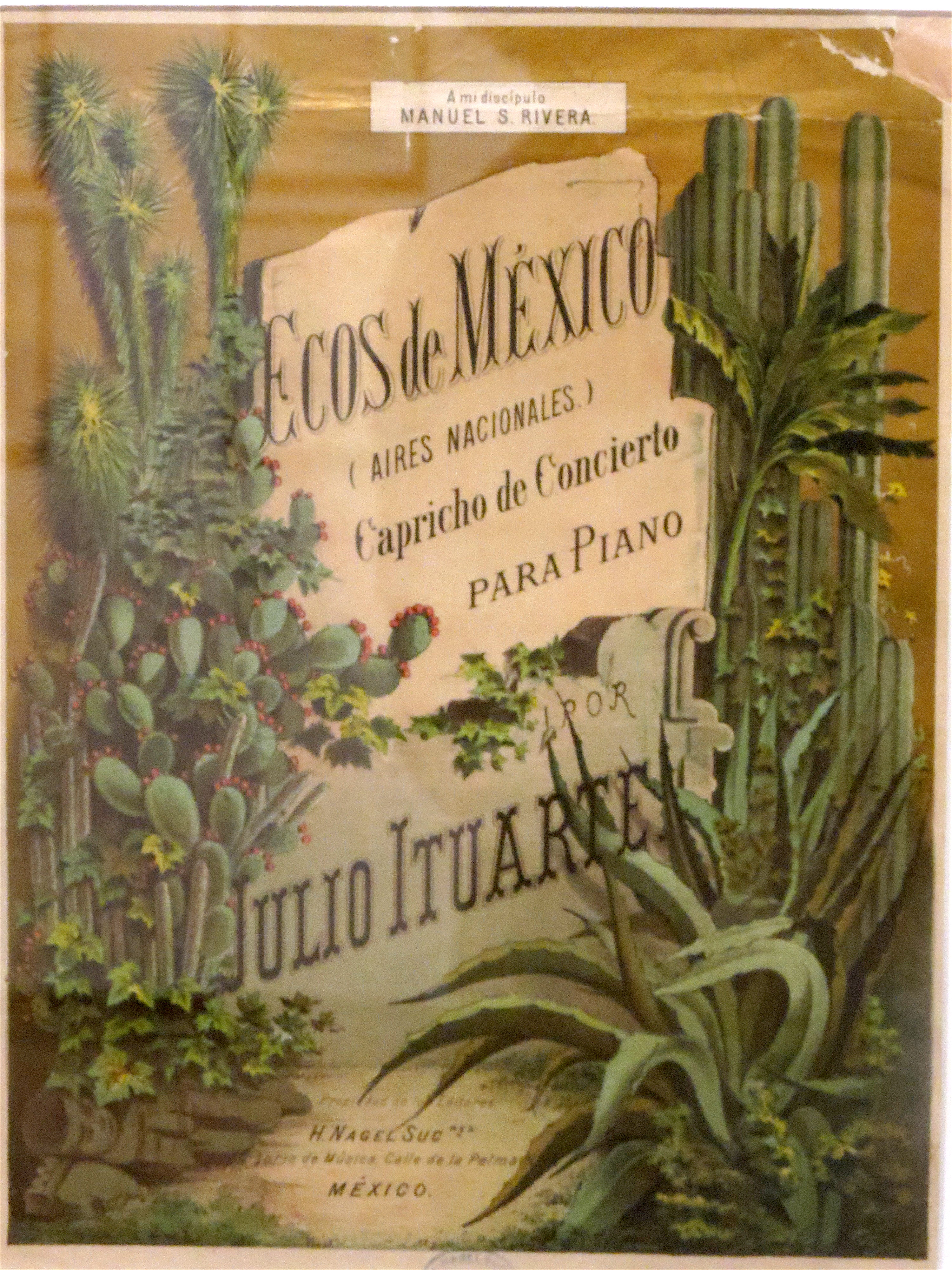
Litografía de la portada de Ecos de México, de Julio Ituarte (ed. H. Nagel), expuesta en el Museo San Pedro, Puebla. La impresión data de 1860 a 1905, aprox. Colección Carlos Monsiváis

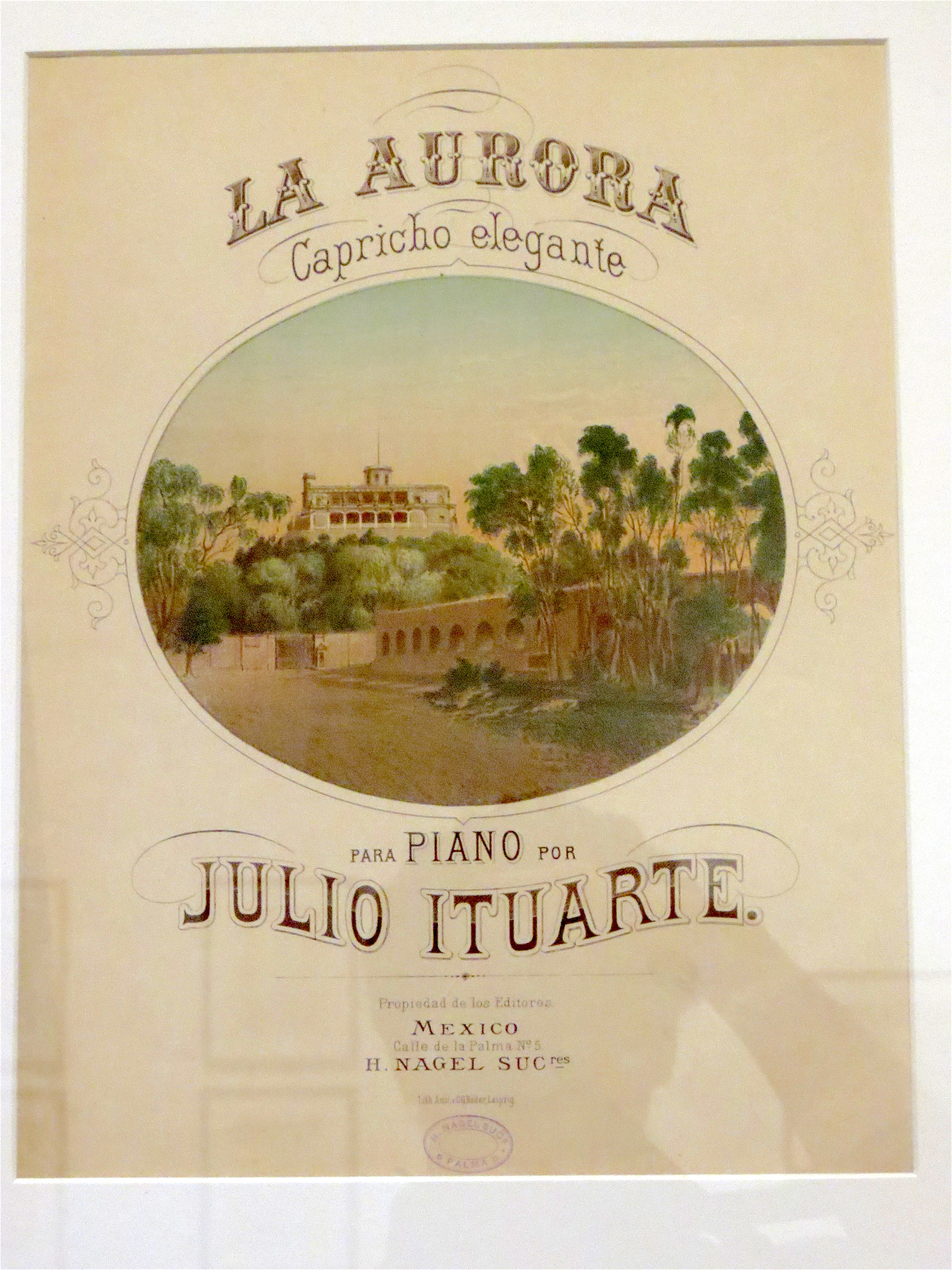
Litografía de la portada de La Aurora, de Julio Ituarte (ed. H. Nagel Sucesores y Carl Göttlieb Röder), expuesta en el Museo San Pedro, Puebla, La impresión data de 1900. Colección Carlos Monsiváis

- Canto de Gloria, Marcha a paso doble con el Himno Nacional
- Canto elegíaco
- Carmen, Polka
- El bouquet de flores, Colección de 100 danzas habaneras
- D. Juan de noche
- Ecos de México, Capricho de concierto
- Égloga
- En los bosques, Mazurka
- Esmeralda, Reminiscencias
- Feliz Año, Vals
- Flor de los cielos, Meditación
- Gavota
- Humorada, Danza
- Ingenuidad, Hoja de álbum
- La aurora, Capricho elegante
- La ausencia, Romanza sin palabras
- L'ariste meurt (poesía musical inspirada en Lamartine)
- La llegada de las Golondrinas, Capricho estudio
- La luna de miel, Polka
- La morela, Danza con letra
- Las auras de Anáhuac, Mazurka de salón
- Laurel
- L'Harpe brisée, Poesía patética
- Lupe, Danza
- Mater dolorosa, Meditación
- Minuetto
- Mirto
- Nardo
- Nereida, Mazurka de salón
- Orfeo, Polka
- Pensamientos musicales
- Melancolía
- Una flor sobre la tumba de mi madre
- Perlas y flores, Fantasía-mazurka
- Rompe-pianos, Capricho-polka
- Serenata morisca
- Un recuerdo, Nocturno
- Violeta, Hoja de álbum
- Where are the friends of my youth, Nocturno

### Transcripciones para piano de ópera y zarzuela
- Aida fantasía Verdi
- Fantasía dramática sobre motivos de Carmen, Opera de G. Bizet
- Gioconda, Fantasía de salón
- La primavera, Obertura del maestro mexicano Joaquín Beristáin
- La Tempestad capricho brillante sobre motivos de la zarzuela Julio Ituarte
- Marina, Zarzuela de E. Arrieta, Capricho característico
- Ruy Blas, Pequeña fantasía